# Netta rufina
El pato colorado (Netta rufina) es una especie de ave anseriforme de la familia Anatidae propia de Eurasia y el norte de África. No se reconocen subespecies.

## Descripción

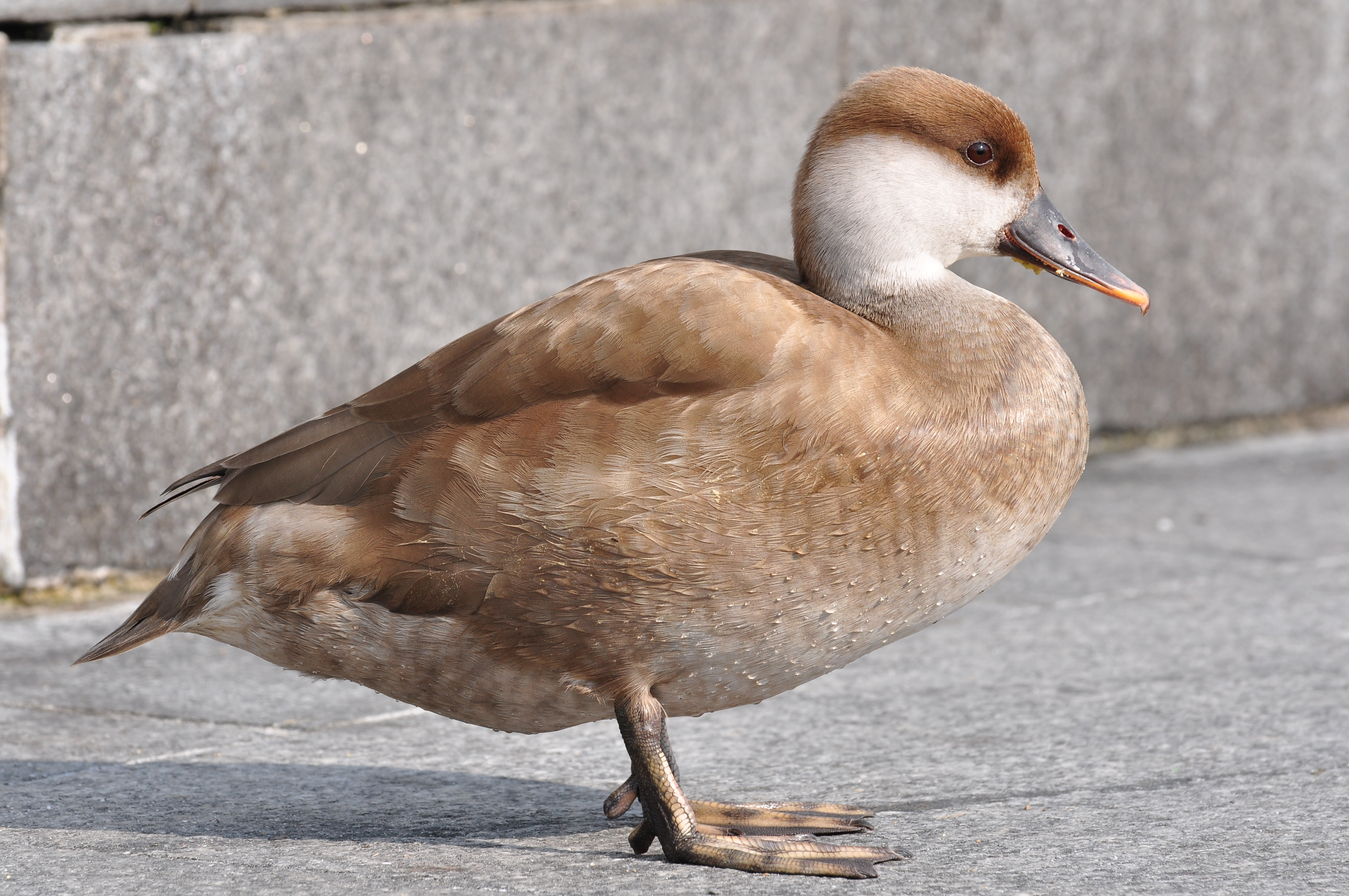
Hembra.

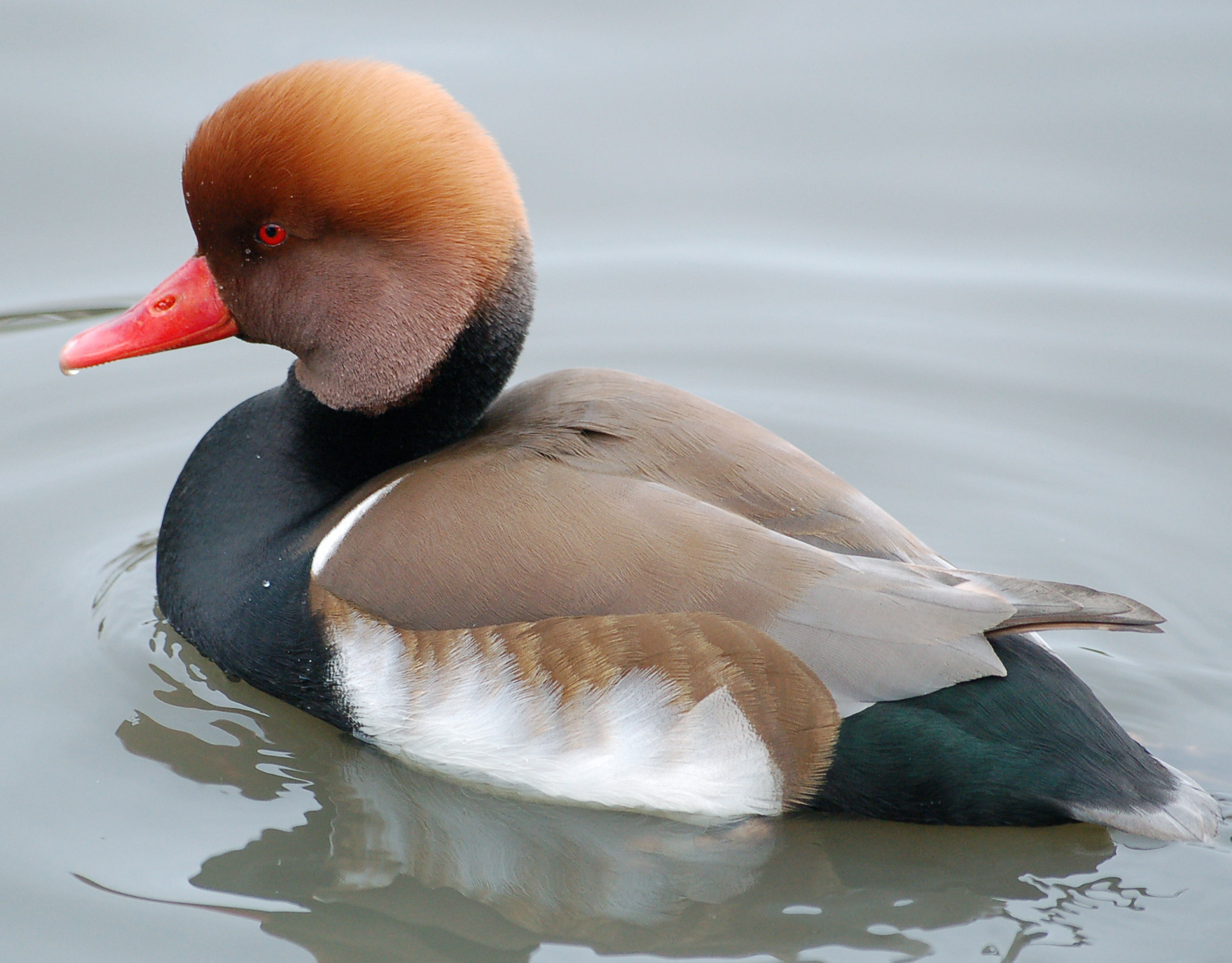
Macho en plumaje reproductivo.

Es una de las anátidas más vivamente coloreadas de Europa. Destaca por su gran cabeza redonda. Mide entre 45 y 54 cm de largo y entre 85 y 92 cm de envergadura, y suele pesar entre 800 y 1500 g. El macho es inconfundible con su prominente cabeza de color castaño anaranjado y su pico rojo. Su cuello y la mayor parte de su cuerpo son negros, exceptuando una gran mancha blanca que ocupa la parte central de su flanco, y la espalda que es pardo grisácea como las coberteras de sus alas. Presenta una gran franja blanca que abarca todas las plumas de vuelo de sus alas, y el borde anterior y la parte inferior de sus alas, además de la punta de su cola, también son blancos. El iris de sus ojos es rojo. La hembra es de tonos pardos claros, algo más oscuros en las partes superiores. Sus mejillas blanquecinas contrastan con el píleo pardo. El pico de la hembra es negruzco con la punta anaranjada y sus ojos castaños. El macho en plumaje de eclipse es similar a la hembra aunque más oscuro, y sigue teniendo el pico rojizo.
El único pato con un patrón de plumaje parecido al del macho en su área de distribución es el porrón común, pero este tiene las alas y espalda blanquecinas en su totalidad, y su vientre es blanco no solo el flanco. Además aunque tienen la cabeza y los ojos de un color similar, la cabeza del porrón es de forma triangular y su pico es negro y gris. Estos animales pueden llegar a volar a 25m de altura.

## Taxonomía y etimología
El pato colorado fue descrito científicamente por el zoólogo alemán Peter Simon Pallas en 1773, con el nombre de Anas rufina, que en latín significa «pato pelirrojo», en referencia al color de la cabeza del macho. Posteriormente fue trasladado al género Netta, creado por Johann Jakob Kaup en 1829. Es una especie monotípica, es decir, no se reconocen subespecies diferenciadas.
La etimología del nombre de su género es simple, Netta es la palabra del griego antiguo que significa «pato». Su nombre específico rufina procede del término latino rufus, que significa «pelirrojo», con el añadido de la partícula feminizadora -ina (puesto que tanto anas como netta son femeninos).

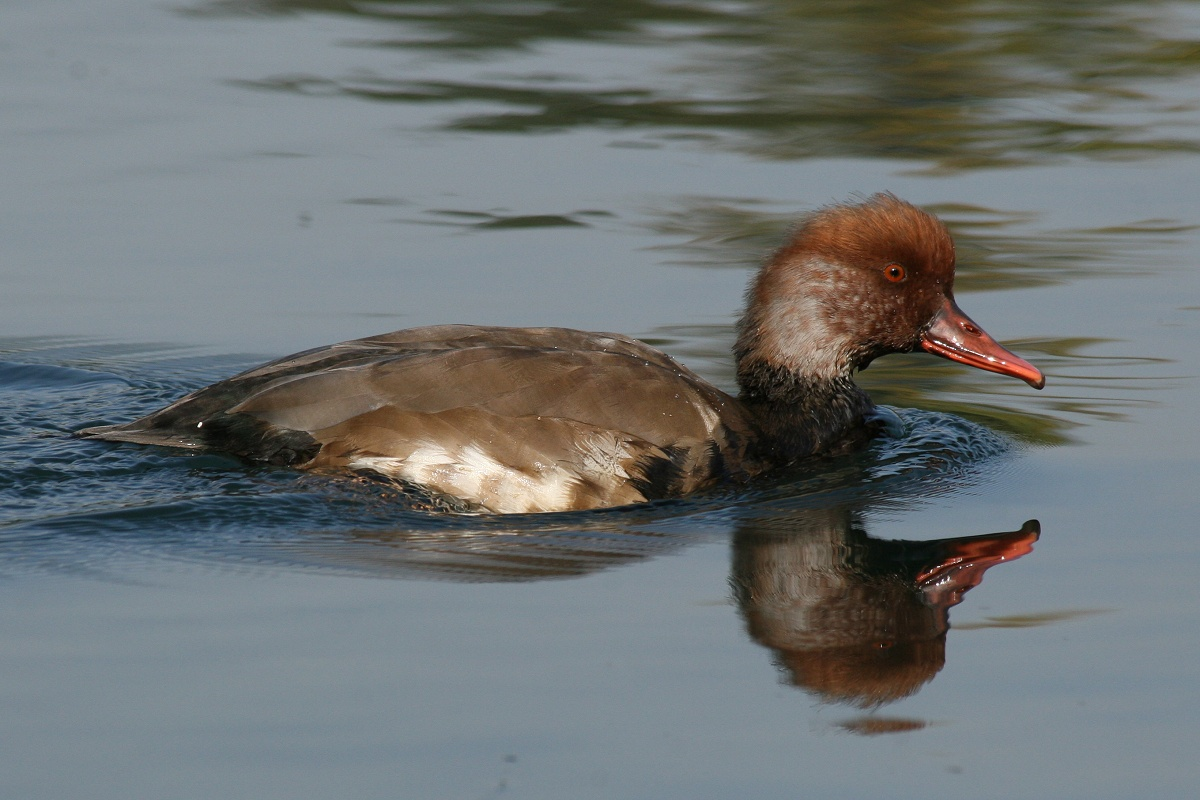
Macho mudando hacia el plumaje de eclipse.

## Distribución y hábitat
Cría en lagos y lagunas de latitudes templadas de Europa y Asia occidental y central. La mayoría de sus poblaciones son migratorias. Pasa el invierno en el sur de Europa y Asia y el norte de África. Durante la migración y su periodo de invernante también se puede encontrar en estuarios, deltas, marismas y otros hábitats costeros.

## Comportamiento

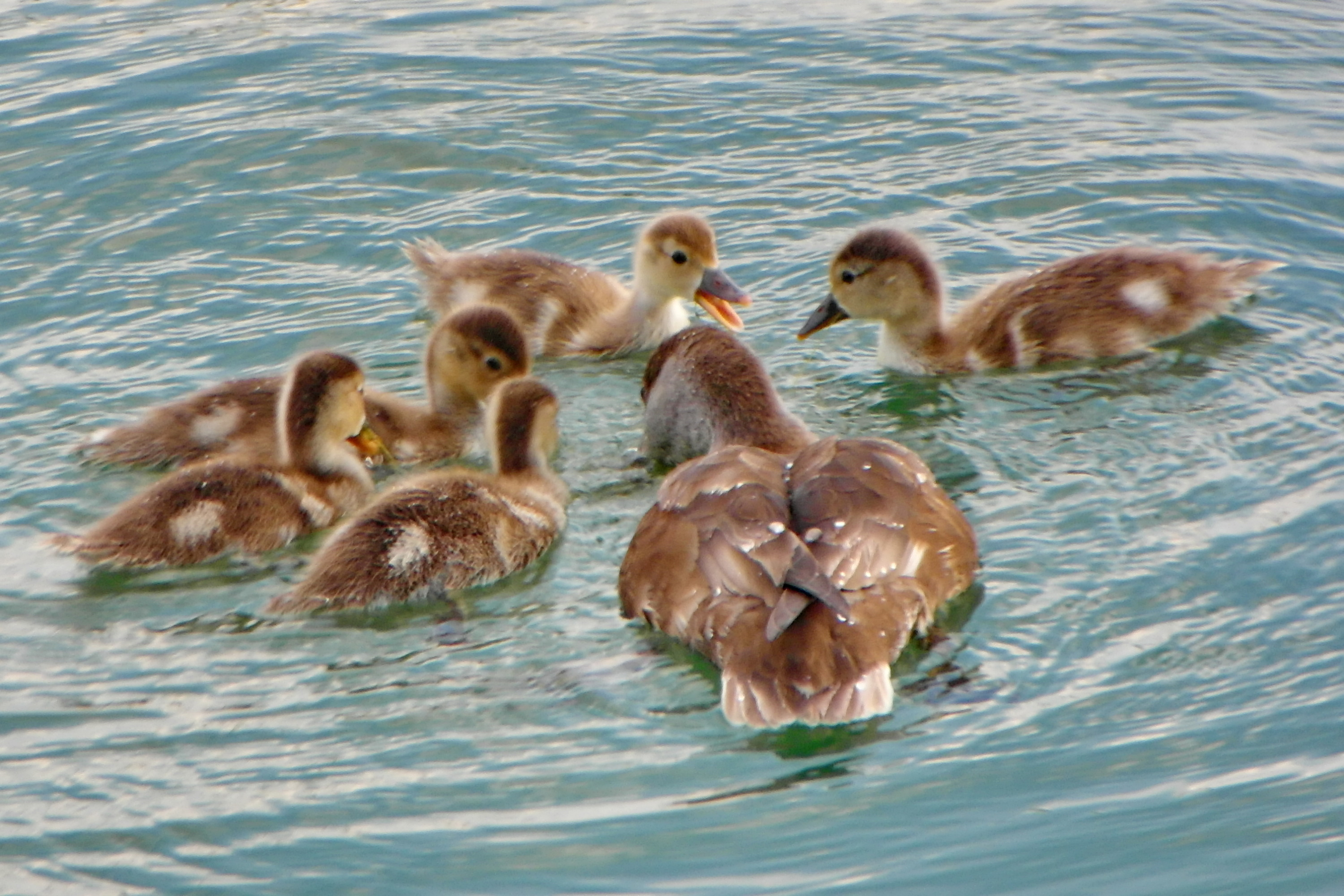
Hembra alimentándose junto con sus crías.

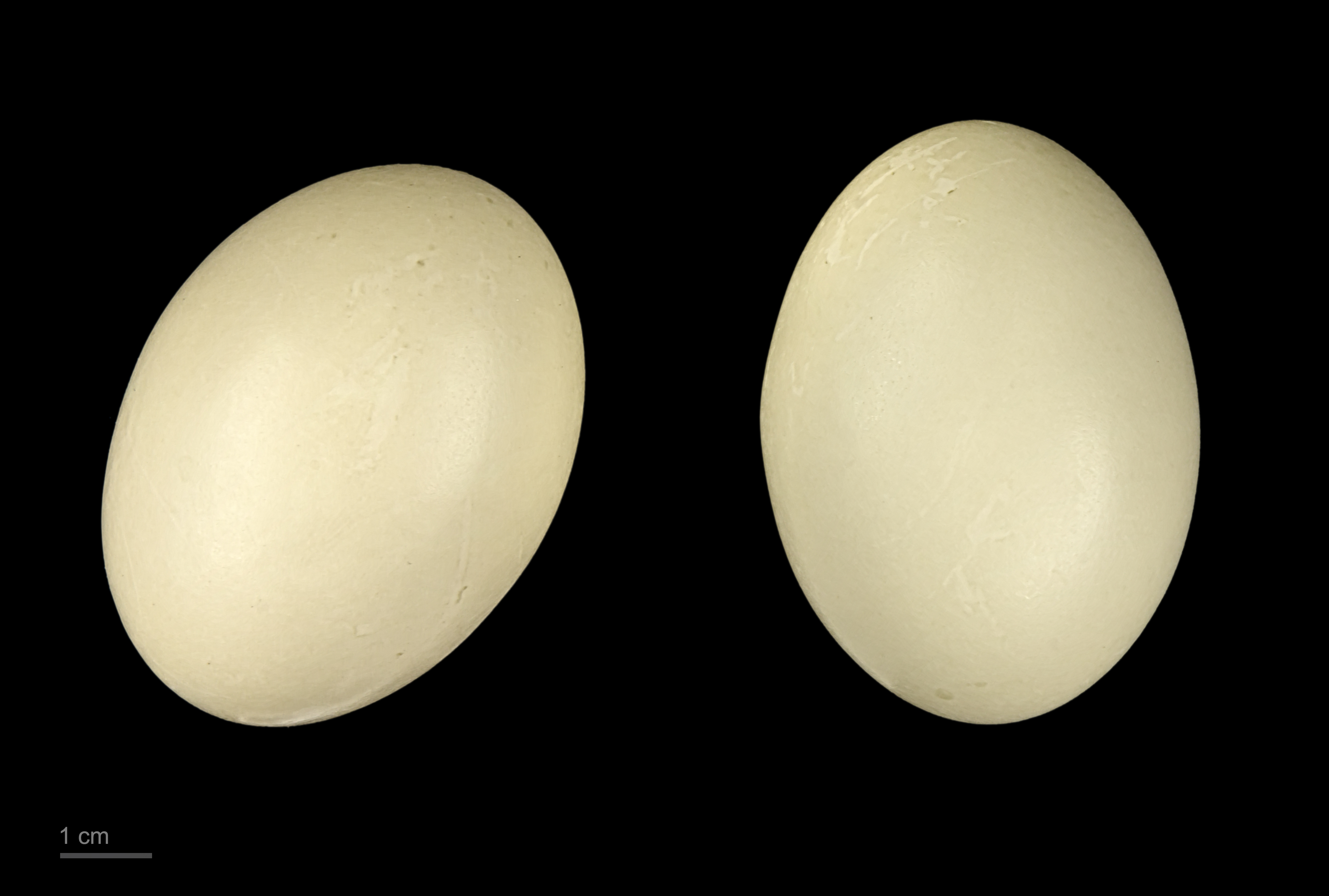
Netta rufina, MHNT.

Se alimenta principalmente de plantas acuáticas, incluidas sus raíces y semillas, aunque complementa su dieta con invertebrados como moluscos y pequeños anfibios y peces.
La época de cría tiene lugar entre abril y agosto. Construye su nido en el suelo junto a la orilla o sobre balsas de vegetación flotante. Incuba durante unos 26 a 28 días una puesta de entre 6 y 12 huevos de color verde claro. Mientras la hembra incuba y cuida de la prole los machos mudan por completo su plumaje perdiendo la capacidad de vuelo durante un mes, un periodo denominado mancada, que pasan escondidos entre la vegetación palustre la mayor parte del tiempo. Las hembras realizan la muda un mes después, cuando sus crías están emplumando.